# Шикачик садовий
Шика́чик садовий (Lalage polioptera) — вид горобцеподібних птахів родини личинкоїдових (Campephagidae). Мешкає в Індокитаї.

## Підвиди
Виділяють три підвиди:
- L. p. jabouillei (Delacour, 1951) — центральний В'єтнам;
- L. p. indochinensis Kloss, 1925 — від М'янми до східного Таїланду, центрального Лаосу і півдня центрального В'єтнаму;
- L. p. polioptera (Sharpe, 1878) — південна М'янма, південний Таїланд, Камбоджа і південний В'єтнам.

## Поширення і екологія
Садові шикачики живуть в сухих, вологих і заболочених тропічних лісах, парках і садах.